# Dacrymyces lacrymalis
Dacrymyces lacrymalis (Pers.) Nees – gatunek grzybów z rodziny łzawnikowatych (Dacrymycetaceae).

## Systematyka i nazewnictwo
Pozycja w klasyfikacji według Index Fungorum: Dacrymyces, Dacrymycetaceae, Dacrymycetales, Incertae sedis, Dacrymycetes, Agaricomycotina, Basidiomycota, Fungi.
Po raz pierwszy opisał go w 1801 r. Christiaan Hendrik Persoon nadając mu nazwę Tremella lacrymalis. Obecną nazwę nadał mu w 1816 r. Theodor Friedrich Ludwig Nees von Esenbeck.
Synonimy.:
- Dacrymyces deliquescens var. lacrymalis (Pers.) Duby 1830
- Dacrymyces stillatus var. lacrymalis (Pers.) Chevall. 1826
- Dacrymyces tortus var. lacrymalis (Pers.) J. Kickx f. 1867
- Gyraria lacrymalis (Pers.) Gray 1821
- Tremella lacrymalis Pers. 1801[2].

Gatunek ten nie został przez swoich odkrywców opisany wystarczająco dokładnie, aby można go było z całą pewnością odróżnić od innych, podobnych gatunków łzawników.

## Występowanie
Znane jest występowanie Dacrymyces lacrymalis tylko w Europie i na Nowej Zelandii. W wydanym w 2003 r. wykazie wielkoowocnikowych grzybów podstawkowych Polski W. Wojewody brak tego gatunku. Jego stanowiska podaje internetowy atlas grzybów. Zaliczony w nim jest do gatunków zagrożonych i wartych objęcia ochroną. Podano też jego występowanie w Puszczy Knyszyńskiej
Grzyb nadrzewny, saprotrof. W Polsce notowany w liczbie kilkudziesięciu osobników na pozbawinej kory, leżącej na ziemi kłodzie topoli białej (Populus alba).